# Psectra decorata
Psectra decorata is een insect uit de familie van de bruine gaasvliegen (Hemerobiidae), die tot de orde netvleugeligen (Neuroptera) behoort. 
Psectra decorata is voor het eerst wetenschappelijk beschreven door Nakahara in 1966.